# LEO Pharma
LEO Pharma A/S er en dansk medicinalvirksomhed ejet af LEO Fondet og Nordic Capital. Virksomheden har ca. 4.000 ansatte. De cirka 1000 er i Danmark. 
Virksomheden har produktion i Danmark (Ballerup og Esbjerg), Vernouillet i Frankrig, Irland (Dublin og Cork) og Segrate i Italien. LEO Pharma er blandt de største danske medicinalvirksomheder efter Novo Nordisk og Lundbeck. Den blev grundlagt 1908 som Løvens kemiske Fabrik af farmaceuterne August Kongsted og Anton Antons, der også drev Løveapoteket i København.

## Historie
- 1908: Løvens kemiske Fabrik (i dag LEO Pharma) grundlægges af August Kongsted og Anton Antons.
- 1912: Hovedpinetabletten Albyl lanceres.
- 1917: Digisolvin bliver Danmarks første eksport-lægemiddel.
- 1923: Kongsted støtter August Krogh og H. C. Hagedorn og muliggør dansk insulin-produktion.
- 1939: August Kongsted dør, og svigersønnen Knud Abildgaard overtager virksomheden.
- 1940: Heparin LEO (blodfortyndende medicin) lanceres.
- 1945: Det første penicillin-produkt lanceres uden for USA og Storbritannien.
- 1962: Fucidin mod stafylokokinfektioner kommer på markedet.
- 1986: Gertrud og Knud Abildgaard dør, og LEO Fondet overtager ejerskabet af LEO Pharma.

## Produktområder
Virksomheden udvikler, producerer og markedsfører lægemidler til behandling af dermatologiske lidelser samt forebyggelse og behandling af blodpropper.
Dermatologi:
- Psoriasis
- Hudinfektioner
- Eksem
- Aktinisk keratoser

Trombose:
- Veneblodpropper

LEO Innovation Lab driver innovationsprojekter.
På baggrund af innovationsaktiviteterne blev datterselskabet Omhu A/S etableret i 2020. Datterselskabet udvikler digitale løsninger inden for dermatologi, blandt andet apps.

## Direktion
Denne liste er ufuldstændig; hjælp gerne med at udfylde den.
- 1920-1954: H.A. Rømeling, adm. direktør
- 1954-1969: Cecil Treschow, adm. direktør
- 1969-1988: Erling Juhl Nielsen, adm. direktør
- 1988-1994: Helmuth Nielsen, adm. direktør
- 1995-2006: Ernst Lunding, adm. direktør
- 2007-2019: Gitte Aabo, adm. direktør
- 2019 – 2022: Catherine Thérése Jeanne Mazzacco, adm. direktør
- 2022- nu: Christophe Bourdon, adm. direktør

## Bestikkelsessagen
LEO Pharma var i forbindelse med sagen Olie-for-mad programmet, der kom frem i 2005, anklaget for bestikkelse og korruption. Anklagen lød, at LEO have handlet uden om FN-systemet under den første golfkrig ved at bestikke ansatte i nødhjælpsprogrammet og dermed hjælpe Saddam Hussein. LEO Pharma indgik hurtigt forlig med bagmandspolitiet og betalte 8,5 millioner. 
Den nye adm. direktør strammede hurtigt op mod korruption både i udlandet og internt. Det kan gå ud over medarbejdernes fleksibilitet og medføre forsinkelser i produktionen. I Berlingske Business den 6. juni 2015 udtaler Gitte Aabo sig om sit personlige ansvar, og at LEO er klar til et par år med mindre indtjening, som er en mulig følge af hendes indgreb i de ansattes forhold.